# Kostel svatého Michaela (Hamburk)
Kostel svatého Michaela (německy: Hauptkirche Sankt Michaelis, lidově: Michel) je jedním z pěti hlavních luteránských kostelů (Hauptkirchen) v Hamburku a nejznámější kostel ve městě. Je zasvěcen archandělu Michaelovi jehož bronzová socha se nachází nad vstupním portálem. V tomto kostele přijal roku 1833 křest hudební skladatel Johannes Brahms.

## Interiér
Mramorový oltář z roku 1910 je vysoký 20 m. Dělí se na tři části a jsou na něm vyobrazeny klíčové okamžiky ze života Ježíše Krista – poslední večeře, ukřižování a zmrtvýchvstání.
V kryptě jsou mimo jiné pohřebni Carl Philipp Emanuel Bach a Johann Mattheson.